# Filoviridae
Filoviridae oder Filoviren sind eine Virusfamilie, zu der meist fadenförmige (lateinisch filum ‚Faden‘), behüllte Einzel(−)-Strang-RNA-Viren [ss(−)RNA] gehören. Sie zählen zu den größten bekannten RNA-Viren. Innerhalb dieser Familie verursachen die Gattungen Marburgvirus und Ebolavirus beim Menschen akute Erkrankungen mit hohem Fieber und einer hohen Letalität, die als hämorrhagisches Fieber zusammengefasst werden.
Die Filoviridae wurden erst 1982 als Gruppe definiert und die Virusfamilie hat seither und mit zunehmendem Kenntnisstand regelmäßige Veränderungen und Erweiterungen erfahren. Zu Zeiten der
Ebolafieber-Epidemie 2014 bis 2016 gab es nur die beiden Gattungen Ebolavirus und Marburgvirus, mit der 2019 vom Executive Committee des für die Normierung zuständigen International Committee on Taxonomy of Viruses (ICTV) vorgeschlagenen Anpassung werden 2020 sechs Gattungen gezählt. Von diesen sind aber nur die beiden vorbenannten als Humanpathogen eingestuft, allerdings liegen für die meisten anderen identifizierten Filoviridae noch keine Isolate vor und ihr zoonotisches und humanpathogenes Potenzial sind ungeklärt.

## Merkmale

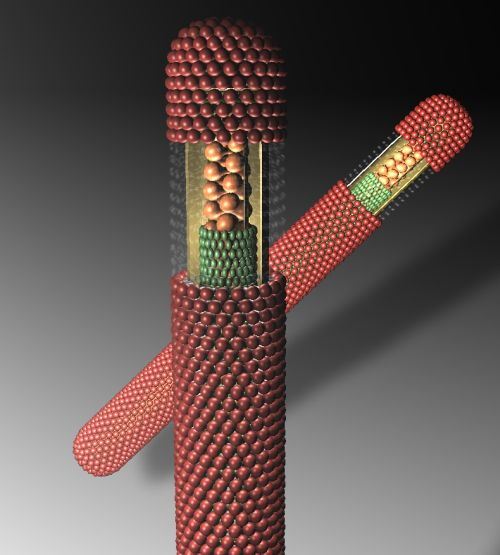
3D-Modell eines Virions der Filoviridae

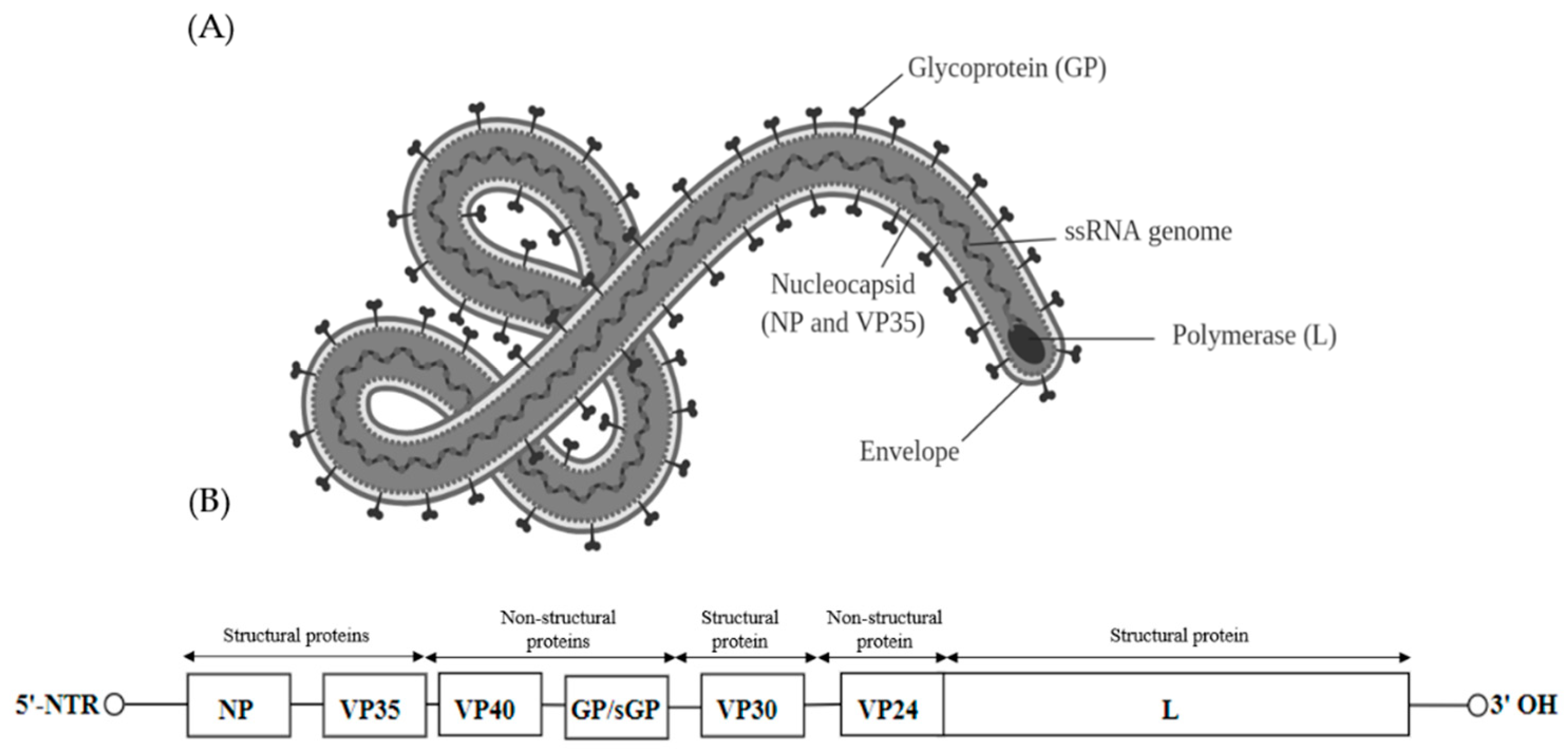
Ebolavirus: Schemazeichnung eines Virions und Genom

Zu den Filoviridae gehören meist fadenförmige, manchmal auch bazillusförmige, behüllte Einzel(−)-Strang-RNA-Viren [ss(−)RNA]. In ihrer Grundstruktur können diese Viren manchmal u-förmig gebogen sein. In ihrer Länge variieren sie von 1.000 bis zu maximal 14.000 nm (Nanometer), ihr Durchmesser beträgt 60–80 nm und sie gehören damit zu den größten bekannten RNA-Viren. Als weitere Besonderheit besitzen diese Viren die beiden Matrixproteine VP40 und VP24.
Die Filoviren schädigen eine infizierte Zelle nicht unmittelbar durch Lyse, da sie sich aus der Zelle abschnüren und diese somit intakt bleibt. Ihr genauer Replikationsmechanismus ist jedoch noch unbekannt.

## Vorkommen

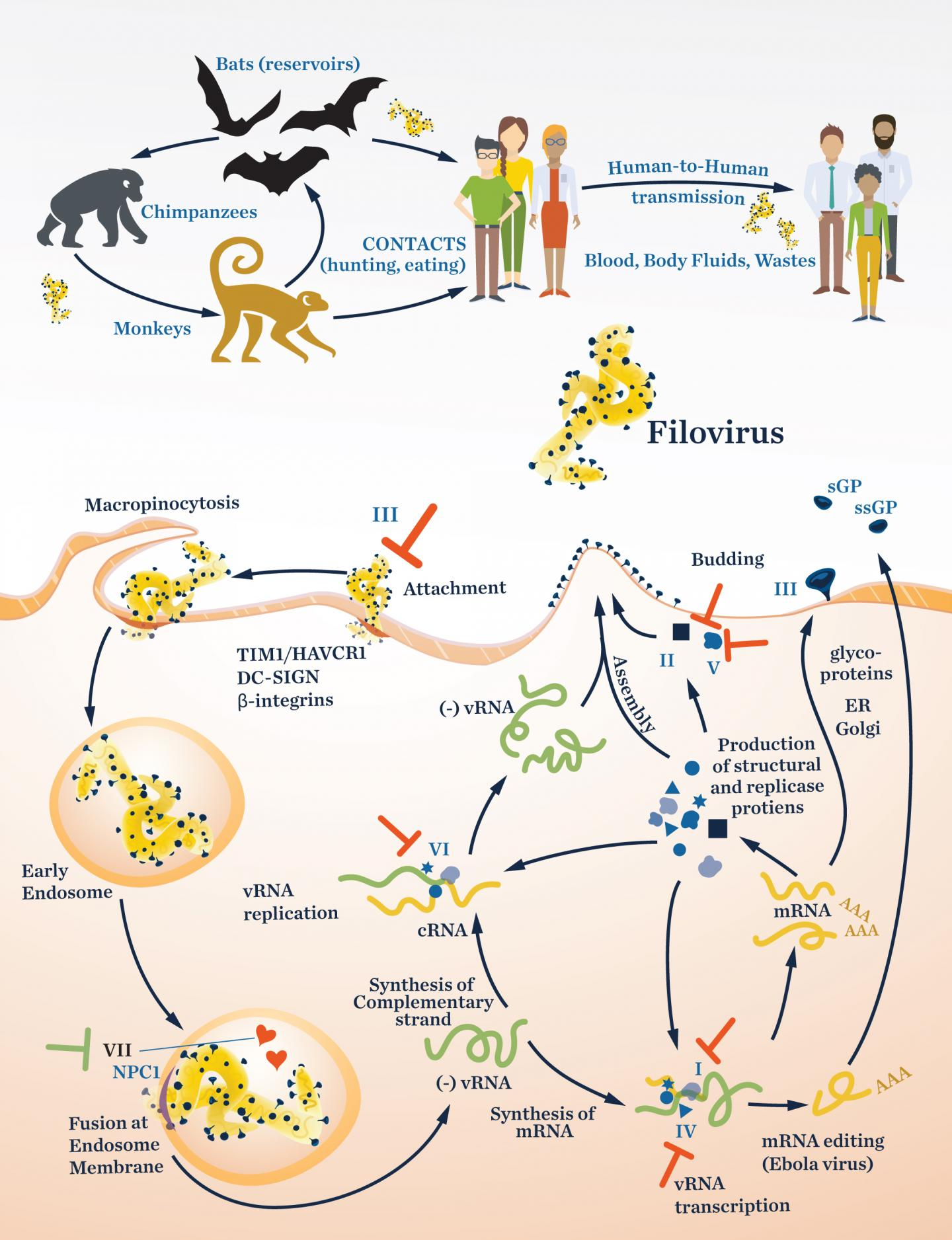
Replikationszyklus der Filoviren, Vektoren und Wirtszellen

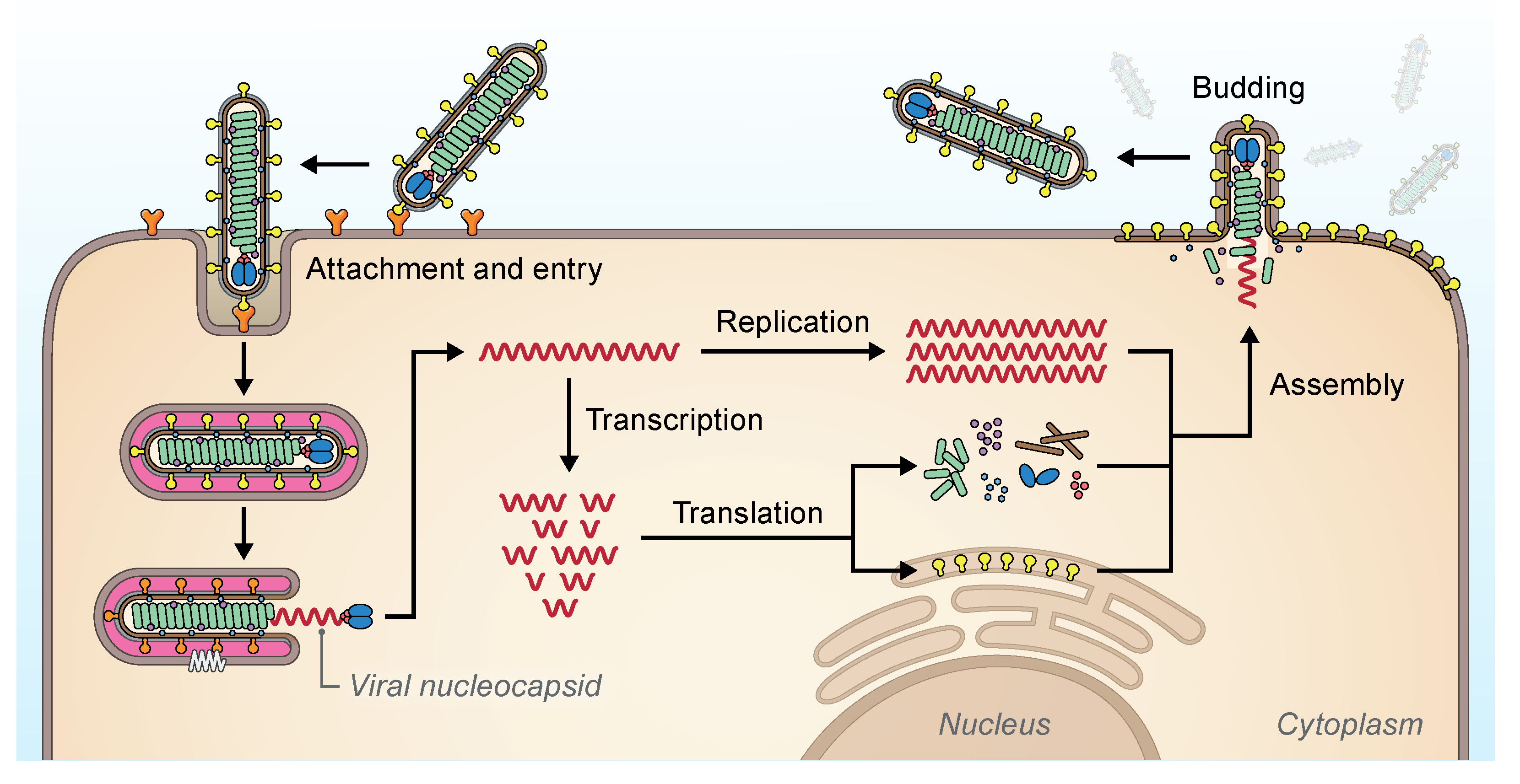
Replikationszyklus der Filoviren – an und in der Wirtszelle

Innerhalb dieser Familie sind die Gattungen Marburgvirus und Ebolavirus als humanpathogen beschrieben, wobei die Gattung Ebolavirus in sechs verschiedene Spezies unterteilt ist. Sowohl das Marburgvirus als auch die meisten Vertreter der Gattung Ebolavirus verursachen beim Menschen eine akute Infektionskrankheit mit fulminantem Krankheitsverlauf.
Das Marburgvirus stammt primär aus Afrika und kommt in den Ländern Uganda, Kenia (West-Kenia) und vermutlich Simbabwe vor. Eine weitere Ausdehnung wird von Wissenschaftlern für wahrscheinlich gehalten. In Europa wurden 1967 die ersten Erkrankungsfälle dokumentiert, dies war die erste Beschreibung eines Filovirus, siehe dazu Marburgfieber.
Bei der Gattung Ebolavirus werden sechs Spezies voneinander unterschieden und jeweils nach den Orten ihres ersten Auftretens benannt. Mit Ausnahme der Spezies Reston Ebolavirus stammen alle anderen Virusspezies dieser Gruppe aus Afrika und verursachen beim Menschen hämorrhagisches Fieber mit sehr hoher Letalitätsrate und leichter Übertragbarkeit, siehe hierzu Ebolafieber. Die Spezies Reston Ebolavirus stammt ursprünglich von den Philippinen und verursacht bei Affen eine tödlich verlaufende Erkrankung, bei Menschen erfolgt jedoch nur eine subklinische Infektion ohne Krankheitssymptome.
Die Gattung Cuevavirus mit der Spezies Lloviu Cuevavirus ist 2011 beschrieben worden. Sie wurde aus toten Langflügelfledermäusen (Miniopterus schreibersii) in Spanien und Ungarn isoliert. Das Virus unterscheidet sich genetisch vom Marburg- und Ebolavirus und ist der erste Vertreter der Filoviridae, der in Europa entdeckt wurde.
Die Suche nach den natürlichen Reservoirwirten für diese Viren dauert an. Bei mehreren Arten von Flughunden und Fledermäusen wurden Vertreter der Gattungen Ebolavirus oder Marburgvirus gefunden, ohne dass die Tiere erkrankt waren.
Es wird diskutiert, dass Filoviren die Cyprianische Pest 250–270 n. Chr. ausgelöst haben könnte.

## Systematik
Die Virus-Taxonomie wird durch das International Committee on Taxonomy of Viruses (ICTV) geregelt. Die Aufgabe des ICTV liegt in der Klassifizierung der Viren in Taxa, ohne dabei die Nomenklatur der Vertreter dieser Taxa zu bestimmen. Dies wird von internationalen Expertengruppen übernommen, deren Vorschläge vom ICTV übernommen werden können. Die für die Filoviren zuständige Gruppe, die ICTV Filoviridae Study Group, hat 2010 eine aktualisierte Systematik und Nomenklatur der Vertreter der Filoviridae vorgeschlagen, die in dem 9th ICTV Report umgesetzt wurden. Allerdings hat sich die neue Nomenklatur noch nicht in allen Bereichen durchgesetzt, z. B. bei der Einstufung in Risikogruppen nach der Biostoffverordnung oder in Meldungen über die Ebolafieber-Epidemie 2014. In diesem Zusammenhang verwendet die Weltgesundheitsorganisation (WHO) jedoch bereits die neue Nomenklatur. Aus diesem Grund ist es sinnvoll, beide Systeme vorzustellen.

### Aktuelle Systematik

Phylogenetischer Baum der Gattungen Ebolavirus und Marburgvirus (Stand November 2008)

Taxonomie mit Stand 30. April 2024 (Master Species List #39v1),
Familie Filoviridae
- Gattung Cuevavirus
  - Spezies Cuevavirus lloviuense (früher Lloviu cuevavirus)
    - Virus: Lloviu Virus (LLOV) wurde in Fledermäusen (Miniopterus schreibersii) in Spanien und Ungarn sequenziert

- Gattung Dianlovirus
  - Spezies Dianlovirus menglaense (früher Mengla dianlovirus)
    - Virus: Měnglà virus (MLAV) wurde in chinesischen Rosettenflughunden identifiziert

- Gattung Loebevirus
  - Spezies Loebevirus percae
    - Virus: Lötschberg virus (LTBV) gefunden am Lötschberg

- Gattung Oblavirus
  - Spezies Oblavirus percae
    - Virus: Oberland virus (OBLV) gefunden im Flussbarsch im Berner Oberland

- Gattung Orthoebolavirus (früher Ebolavirus)[9][15] – Details siehe dort.

- Gattung Orthomarburgvirus (früher Marburgvirus) – 1967 das erste entdeckte Filovirus, Details siehe dort.

- Gattung Striavirus
  - Spezies Striavirus antennarii (früher Xilang striavirus)
    - Virus: Xīlǎng virus (XILV), gefunden bei Fischen

- Gattung Tapjovirus
  - Spezies Tapjovirus bothropis
    - Virus: Tapajós virus (TAPV), gefunden im Tapajós National Forest, Brasilien, in Amerikanischen Lanzenottern

- Gattung Thamnovirus
  - Spezies Thamnovirus kanderense
    - Virus: Kander virus (KNDV), gefunden im Schweizer Fluss Kander

  - Spezies Thamnovirus percae
    - Virus: Fiwi virus (FIWIV), gefunden im Flussbarsch

  - Spezies Thamnovirus thamnaconi (früher Huangjiao thamnovirus)
    - Virus: Huángjiāo virus (HUJV), bei Fischen

Diese Systematik wird in ähnlicher Form (bis zur Spezies-Ebene) vom National Center for Biotechnology Information (NCBI) und im Rahmen der Ebolafieber-Epidemie 2014 von der WHO verwendet. Für die Nomenklatur der Taxa unterhalb der Spezies-Ebene wird von der zuständigen Expertengruppe geraten, auf die Bezeichnung als „Stamm“ oder „Virusstamm“ zu verzichten. Sie werden entweder als „natürliche Filovirus-Variante“ (englisch natural filovirus variant) oder „natürliches Filovirus-Isolat“ (engl. natural filovirus isolate) bezeichnet.

### Alte Systematik
Diese historische Taxonomie und Nomenklatur folgt dem 8th ICTV Report, wie er zu Zeiten der Ebolafieber-Epidemie 2014 bis 2016 gültig war:
Familie Filoviridae
- Gattung Marburgvirus
  - Spezies Lake Victoria Marburgvirus
    - Virus: Lake Victoria Marburgvirus (MARV)

- Gattung Ebolavirus
  - Spezies Côte d’Ivoire Ebolavirus [sic]
    - Virus: Côte d’Ivoire Ebolavirus [sic] (CIEBOV)

  - Spezies Reston Ebolavirus
    - Virus: Reston Ebolavirus (REBOV)

  - Spezies Sudan Ebolavirus
    - Virus: Sudan Ebolavirus (SEBOV)

  - Spezies Zaire Ebolavirus
    - Virus: Zaire Ebolavirus (ZEBOV)